# Astrid Oosenbrug
Roberta Francina Astrid Oosenbrug-Blokland, née le 6 juillet 1968 à Rotterdam, est une femme politique néerlandaise. Membre du Parti travailliste (PvdA), elle siège à la Seconde Chambre des États généraux de 2012 à 2017.

## Biographie
Oosenbrug est élue au conseil municipal de Lansingerland entre 2010 et 2012 puis à la Seconde Chambre lors des élections législatives de 2012, sur la liste menée par Diederik Samsom. En tant que parlementaire, elle est porte-parole du groupe travailliste quant aux questions relatives aux technologies de l'information et de la communication et au respect de la vie privée.
À la Seconde Chambre, Oosenbrug porte une proposition de loi sur l'utilisation obligatoire de formats ouverts lors de communications par l'administration néerlandaise. Le projet de loi promeut aussi l'utilisation des logiciels open source dans l'administration et dans le secteur privé. La loi est adoptée en octobre 2016,.
Elle n'est pas candidate à sa réélection lors des élections législatives de 2017.
Le 24 novembre 2018, Oosenbrug est nommée présidente du COC Nederland, organisation défendant les intérêts des minorités sexuelles.